# La Lloreda (Cardona)
La Lloreda és una masia situada al municipi de Cardona, a la comarca catalana del Bages. Es troba a la vora de la rasa de la Creu de les Llaceres.